# Vinterkriget (roman)
Vinterkriget är den finlandssvenske journalisten och författaren Philip Teirs debutroman efter flera dikt- och novellsamlingar, och gavs ut av Natur & Kultur 2013.

## Handling
Romanen utspelar sig i Helsingfors, och handlar om medlemmarna av familjen Paul, deras relationer och kärlek samt om samhället formar individen. Max Paul, familjefadern, är en aktad akademiker i Helsingfors som nyss fyllt 60. Han är gift, men äktenskapet är inte lyckligt, och han blir förälskad i sin före detta student Laura. Båda döttrarna har flyttat hemifrån, den ena dottern Eva försöker sig på ett liv som konstnär i London.. Vid 60-årsfirandet kommer alla hem: en hamster har dött, Eva har fått flera problem, bland annat en man, på halsen, och Laura visar sig ha en annan agenda än Max.